# Доля Олексій Леонтійович
Олексі́й Лео́нтійович Доля (нар. 17 січня 1964, с. Плішивець Гадяцького району Полтавської області — 4 грудня 2017, Київ) — український вчений-етнограф, популяризатор народних традицій, «Заслужений працівник культури України» (2006), лауреат волонтерської премії «Євромайдан SOS» 2017 року.

## Життєпис
З 1985 року працює у Музеї народної архітектури і побуту України НАН України (с. Пирогів, м. Київ). Ще студентом починав на посаді сезонного наглядача садиби в експозиції «Поділля». На постійній роботі з 1987 р. За двадцять років він пройшов шлях від молодшого наукового співробітника-ентузіаста до одного з найвідоміших фахівців з народного мистецтва в Україні.
Закінчив філологічний факультет Київського національного університету імені Тараса Шевченка (1989). Спеціальність: філолог, викладач української мови та літератури.
З 1987 по 2008 працював на посадах молодшого, старшого та провідного наукового співробітника-етнографа та на посаді заступника директора з науково-організаційної роботи в Державному музеї народної архітектури та побуту України.
Протягом 2008—2010 був членом Колегії Міністерства культури та туризму України та радником Міністра культури та туризму з питань народної культури.
З 1 вересня 2009 р. — провідний спеціаліст-етнограф у Центрі фольклору та етнографії Інституту філології Київського національного університету імені Тараса Шевченка.
З січня 2011 р. — Директор Центру фольклору та етнографії та доцент кафедри фольклористики Інституту філології.
17 листопада 2017 року в Михайлівському Золотоверхому монастирі прийняв чернецтво із іменем Нестор.
Помер 4 грудня 2017 року через наявність пухлини, яку не можна було оперувати.
5 грудня в Михайлівському Золотоверхому соборі священнослужителі разом із студентами КПБА відслужили заупокійну літію. Службу звершували присутній свящ. Павло Мельник, свящ. Сергій Колот, свящ. Іван Гищук та диякон Михайло Омелян.
6 грудня в цьому ж соборі владика Агапіт разом з братією монастиря та іншими священиками відслужили заупокійну Літургію і похорон монаха Нестора.

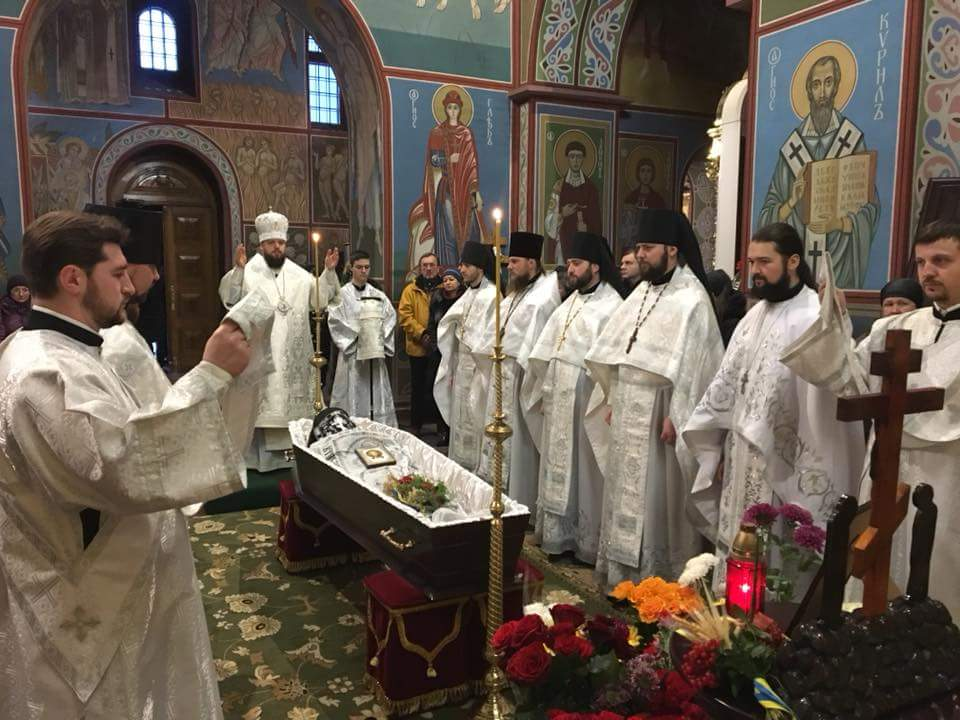
Заупокійна літургія 6 грудня 2017 року
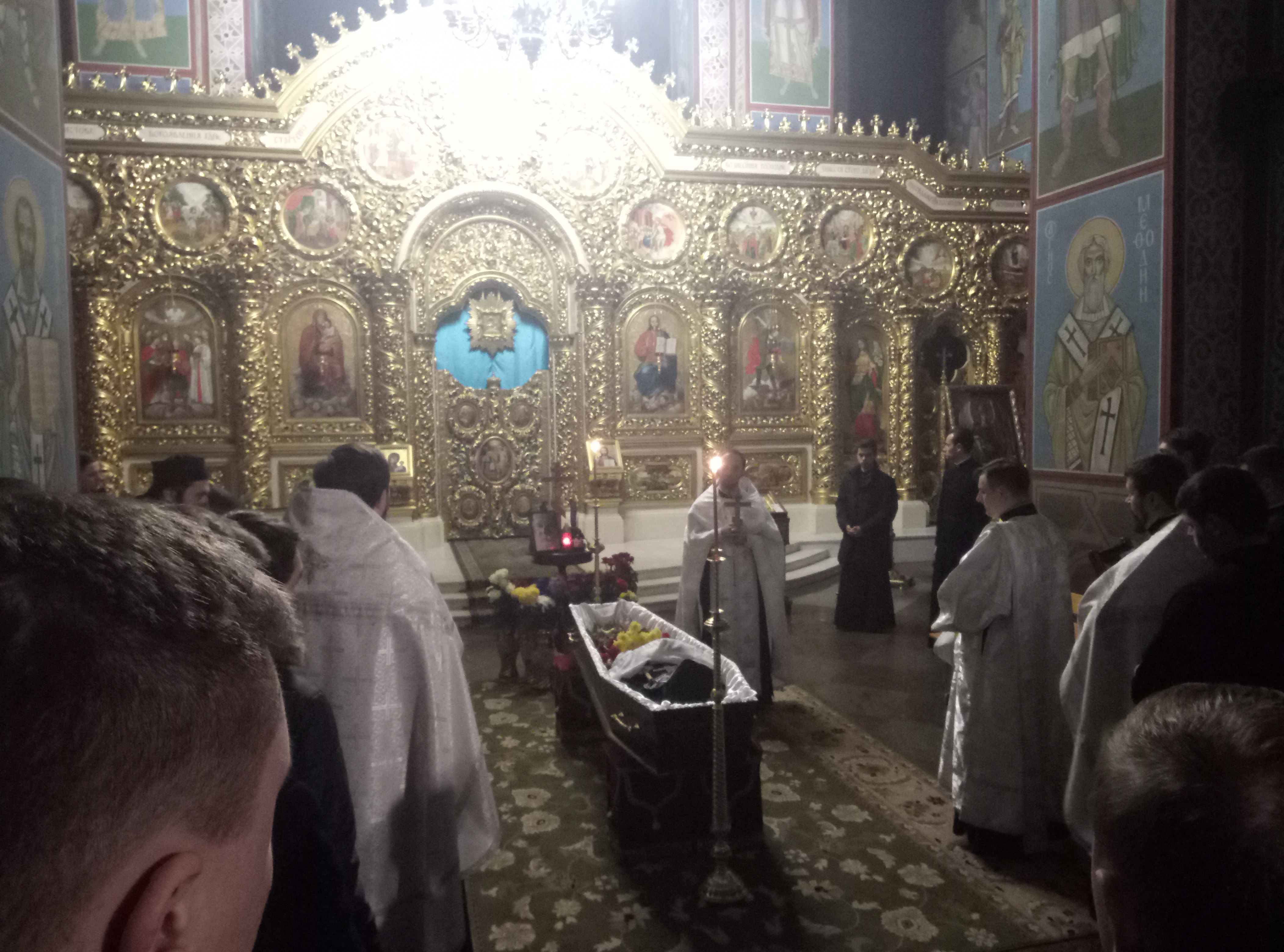
Панахида в соборі

Похований на чернечому кладовищі в селі Мощун.

## Етнограф і популяризатор народних традицій
Олексій Доля брав участь в організації ряду етнографічних експедицій у різні регіони України. Зібрав тисячі етнографічних експонатів, опубліковано низку науково-популярних статей, присвячених різним аспектам музейної справи та розвитку етнографічної науки в Україні. Автор проєкту «Українська традиційна іграшка та лялька», що протягом десяти років презентувався виставками у Києві, Луганську, Вінниці та ін.
Організовував ярмарки майстрів на українських фестивалях, зокрема «Країні Мрій», «Червона рута»
Він брав участь у фільмуванні програм про народне мистецтво, був консультантом в телепередач із народної творчості, зокрема проєкту «Майстер-клас із Наталкою Фіцич» «Культ предків», документальних фільмів «Консонанс», «Наворожити долю», «Спадок нації», комп'ютерної гри «Лісова пісня».
Був ініціатором і головним організатором різноманітних тематичних заходів у Музеї народної архітектури і побуту, на які збираються майстри з усієї України. Серед них — День коваля, День бджоляра, День гончарів, День ткацтва тощо. Найголовнішою акцією Музею є щорічний Весняний ярмарок народних майстрів, на який збирається понад 500 майстрів та приходить понад 20 тис. відвідувачів.

## Волонтер
Активний волонтер, який допомагав пораненим захисникам України, турбувався про їхнє тілесне і душевне здоров'я.

## Відзнаки
За значний особистий внесок у збереження і популяризацію історико-культурної спадщини України, розвиток музейної справи, високий професіоналізм Указом Президента від 17 травня 2006 Олексію Долі надане почесне звання «Заслужений працівник культури України».
Лауреат волонтерської премії «Євромайдан SOS» 2017 року.
8 листопада 2017 нагороджений медаллю «За жертовність і любов до України». Нагороду вручив Патріарх Київський і всієї Руси-України Філарет.
30 листопада 2017 став одним із трьох лауреатів волонтерської премії «Євромайдан SOS», але через тяжку хворобу не міг бути присутнім на церемонії, нагороду йому вручили вдома.